# Бекхожин, Хаиржан Нургожаевич
Хаиржан (Кайыржан) Нургожинович Бекхожин (25 декабря 1910, Павлодар — 3 ноября 1979, Алма-Ата) — журналист, историк казахской печати, доктор исторических наук (1965), профессор (1976), Член Союза журналистов СССР.

## Образование
Окончил отделение журналистики КазГУ (1942).

## Трудовая деятельность
- С 1929 находился на различной административно-хозяйственной работе по линии Павлодарского райкома ЛКСМ, был инструктором, председателем аулсовета. Сотрудничал с областными и районными газетами Павлодарской, Семипалатинском и Кустанайской областей[1].

- С 1934 — инспектор Семипалатинского облОНО.

- В 1935-39 заведующий отделом Семипалатинской областной газеты «Eкпінді».

- В 1942 был назначен редактором Кустанайской областной газеты «Большевиктік жол».

- С 1945 работал в КазГУ старшим преподавателем, деканом отделения журналистики.

- 1948−79 заведующий кафедры истории журналистики.

Основное научное направление истории печати, теории и практики журналистики. Автор более 60 статей. Под его рукой защищены 12 кандидатских диссертаций.
Награждён медалью «Ветеран труда», Почетной грамотой Верховного Совета КазССР.

## Сочинения
- Қазақ баспасөзінің даму жолдары (1860—1930). — А., 1964.
- Пути развития казахской печати (1860—1930). — А., 1969.
- Очерки истории казахской печати (1860—1958). — А., 1981[2].